# Отрадное (Ростовская область)
Отра́дное — село в Неклиновском районе Ростовской области.
Входит в состав Большенеклиновского сельского поселения.

## Население
| 2010 |
| ---- |
| 703  |

## Улицы
| - ул. Гагарина, - ул. Горная, - ул. Ленина, - ул. Лесная, - ул. Молодёжная, | - ул. Озёрная, - ул. Первомайская, - ул. Степная, - ул. Транспортная, - ул. Школьная. |